# Сяо Янь
Сяо Янь (кит. трад.: 蕭衍; піньїнь: Xiao Yan; 464—549) — китайський письменник, поет і філософ, засновник і перший імператор династії Лян.

## Життєпис

### Кар'єра
Походив з аристократичного роду Сяо. Його батько Сяо Шуньцзі був одним з прихильників Сяо Даочена, засновника династії Південна Ці. За це отримав титул хоу (маркиза).
Сяо янь розпочав військову кар'єру в почті принца Сяо Цзілуня, де проявив себе з гарного боку. Незабаром дістав призначення до секретаріату першого міністра Ван Цзяня. У 490 році після смерті свого батька успадкував титул хоу. Тоді ж зблизився із принцом Сяо Цзіляном, проте у 493 році відмовився підтримати його у спробі заколоту проти імператора Юйлінь-вана. Втім, згодом став союзником першого міністра Сяо Луаня, який у 494 році став новим імператором Мін-ді. Того ж року призначається військовим губернатором м. Шоуян (у сучасній провінції Аньхой).
У 495 році Сяо Янь звитяжив при обороні Шоуяна від військ Північної Вей, після чого виконав відповідальне завдання Мін-ді, стративши зрадника Сяо Чена. У 497—499 роках він хоробро бився проти північної Вей у провінції Юн (частина сучасних провінцій Хенань та Хубей). У 498 році призначається губернатором провінції Юн.
За нового імператора Дунхунь-хоу Сяо Янь деякий час залишався вірним династії Південна Ці. Втім дії імператора спричинили численні повстання по всій країні. Зрештою у 500 році Сяо Янь сам підняв повстання. У 501 році він оголосив імператором Сяо Баожуна. У 502 році Сяо Янь захопив столицю Цзянькан (сучасний Нанкін), захопивши фактичну владу. Він отримав титул вана (князя) лян. Слідом за цим змусив імператора Хе-ді зректися трону. Сяо Янь оголосив про утворення імперії Лян, взявши ім'я Гоа-цзу.

### Володарювання
Спочатку імператор вимушений був боротися з внутрішньою опозицією, яка підтримувала поваленого імператора (повстання Чень Бочжі, губернатора провінції Цзян, та Лю Цзіляня, губернатора провінції Йї в сучасному Сичуані). У 503 році розпочалася війна з Північною Вей, яка намагалася відновити владу Південної Ці. В результаті у 504 році Сяо Янь вимушений був поступитися містом Іян (у сучасній провінції Хенань), а у 505 році на бік північної Вей перейшов губернатор м. Наньчжен (у сучасній провінції Шеньсі) Сяхоу Даоцянь. Спроби відбити землі у 505—507 роках виявилися невдалими. Втім, імперія Лян вистояла, її було визнано Північною Вей. Згодом виникали військові конфлікти між Лян та Північною Вей, проте не призводили до великих кампаній — 525—526 років, 528—529 років (тоді намагався поставити залежного від себе володаря на трон Північної Вей), у 532 та 534 роках. Після розпаду Північної Вей у 535 році, Сяо Янь у 537 році встановив дружні відносини з державами Східна Вей та Західна Вей.
У 539 році імператор переорганізувати провінції, присвоївши їм різний статус залежно від розмірів та населення. У результаті утворилося 108 провінцій: 20 — першого класу, 10 — другого класу, 8 — третього класу, 23 — четвертого і 21 п'ятого класу. Малі провінції складалися з окремих поселень у прикордонних регіонах.
Водночас Сяо Янь став призначати губернаторами найважливіших провінцій своїх родичів — сина Сяо І до провінції Цзінчжоу (частина сучасної Хубей), у 547 році онука Сяо Ча до провінції Юнчжоу (прикордоння сучасних провінцій Хенань та Хубей), у 549 році — онука Сяо Юя до провінції Сянчжоу (частина сучасної Хунані).
У 547 році імперія Лян отримав 9 провінцій після занепаду династії Східна Вей. Цьому сприяв військовик Хоу Цзін (тюрок або сяньбієць). У квітні 549 року останній повстав проти Сяо Яня, захопивши столицю Цзянькан, незабаром Сяо янь помер від голоду. Після цього Хоу Цзін поставив імператором Сяо Ґана.

## Культура
Приблизно наприкінці 510-х років Сяо Янь стає ревним буддистом, що знайшло відображення в його титулатурі — хуанді-Пусан (імператор—бодхисатва") і пуса—тяньцзи (бодхисаттва—Син Неба). Пройшовши через захоплення магічно-релігійною традицією даосизму і ставши буддистським адептом, одночасно визнавав цінність етичних ідеалів конфуціанства. У 527 та 529 роках висловлював намір відректися від влади і прийняти чернечу обітницю.
У буддистській історіографії період його правління визнається «золотим століттям» китайського буддизму. Був прихильником ідеї «незнищенності духу» (шеньбуме) і організатором полеміки з філософом — матеріалістом Фань Чженєм.
Погляди викладені в офіційних декретах, філософських («Досягнення нірвани», «Велике творіння», «Мережеве ім'я», «Три мудрості») та прозових («Бесіди про рідкісні книги», «Весняні питання», «Конфуцій: справедливо і правильно»), поетичних (близько 80) творах, що увійшли до антології «Хунмінцзи» та «Гуанхунмінцзи».
Його діяльність сприяла адаптації буддистської ідеології до традиційних для Китаю уявлень про верховну владу та її носіїв, поширенню буддизму і становленню релігійного синкретизму.